# Diebling
Diebling é uma comuna francesa na região administrativa de Grande Leste, no departamento de Mosela. Estende-se por uma área de 7,84 km². Em 2010 a comuna tinha 1 681 habitantes (densidade: 214,4 hab./km²).